# Stebleankî, Lebedîn
Stebleankî (în ucraineană Стеблянки) este un sat în comuna Harbuzivka din raionul Lebedîn, regiunea Sumî, Ucraina.

## Demografie
Componența lingvistică a localității Stebleankî
     Ucraineană (91,25%)
     Rusă (7,5%)
Conform recensământului din 2001, majoritatea populației localității Stebleankî era vorbitoare de ucraineană (91,25%), existând în minoritate și vorbitori de rusă (7,5%).